# Erich Kirschbaum
Ludwig Theodor Erich Kirschbaum (* 4. Juni 1879 in Monschau; † 11. Juli 1941 in Dülmen) war ein deutscher Jurist und Landrat.

## Leben
Erich Kirschbaum wurde als Sohn des Friedensrichters Karl Ludwig Kirschbaum und dessen Ehefrau Mathilde Scheibler geboren und absolvierte nach dem Abitur am Ernst-Moritz-Arndt-Gymnasium Bonn ein Studium der Rechtswissenschaften an den Universitäten Bonn, München und Berlin. Nach dem ersten juristischen Staatsexamen im Juli 1902 folgte das Referendariat in Waldbröl, Neuwied, Köln und Bonn. Nach der Großen juristischen Staatsprüfung im März 1907 wurde er Gerichtsassessor und kam nach Sinzig und Bonn.
Im April 1911 schied er aus dem Justizdienst, ließ sich als Rechtsanwalt in Bonn nieder und praktizierte von 1915 an in Essen. Kirschbaum kam in die pommersche Stadt Kathaus, wo er bis zu deren Übergabe an Polen zum Jahresbeginn 1919 tätig war.
Er blieb im Osten und wurde im November 1919 Justitiar beim 
Landratsamt Preußisch Holland, wo er Regierungsassessor war. Im Oktober 1920 wurde er der Bezirksregierung Allenstein zugewiesen und zu Jahresbeginn 1921 zur Bezirksregierung Königsberg versetzt, wo er am 23. Dezember 1921 zum Regierungsrat ernannt wurde. 
Zwei Jahre später folgte die Versetzung zur Bezirksregierung Aachen.
Am 18. März 1925 wurde er mit der kommissarischen Verwaltung des Landratsamtes Hersfeld beauftragt und am 16. September 1925 zum Landrat ernannt. Die definitive Übertragung des Amtes folgte zwei Täge später. In diesem Amt blieb er bis zum 4. Juni 1929, als er zum Oberverwaltungsgerichtsrat beim Oberverwaltungsgericht Berlin ernannt wurde.
Im Juli 1930 kehrte er in die Kommunalverwaltung zurück, um das Landratsamt Northeim kommissarisch zu führen. Am 23. Oktober des Jahres wurde ihm das Amt definitiv übertragen. Zum 1. Oktober 1932 wechselte er in gleicher Funktion zum Saalkreis in Halle an der Saale. Dort blieb er bis zum 15. Juni 1933, als er von den Nationalsozialisten in den einstweiligen Ruhestand versetzt wurde. 